# Układy (album)
Układy – drugi album Izabeli Trojanowskiej, wydany w 1982 nakładem wydawnictwa Tonpress. Nagrania zrealizowano w Studio Nagrań ZPR Teatru STU w Krakowie w 1982 roku. Realizacja nagrań – Jacek Mastykarz, asystent – Włodzimierz Żywioł. Projekt graficzny – Aleksander Januszewski. Foto – Marek Trojanowski. Dodatkowe nagrania wydane na CD pochodzą z czwórki Tonpressu N-54 wydanego w roku 1981.

## Lista utworów

### LP Tonpress 1982
Źródło:.
Strona A
1. „Układy” (muz. Aleksander Mrożek – sł. Andrzej Mogielnicki)
2. „Obejdzie się bez łez” (muz. Jan Borysewicz – sł. Andrzej Mogielnicki)
3. „Mało siebie znam” {muz. Wojciech Trzciński – sł. Andrzej Mogielnicki)
4. „Brylanty” (muz. Bogdan Gajkowski – sł. Andrzej Mogielnicki)

Strona B
1. „Karmazynowa noc” (muz. Wojciech Trzciński – sł. Andrzej Mogielnicki)
2. „Daj Boże, daj” (muz. Wojciech Bruślik – sł. Andrzej Mogielnicki)
3. „Nic naprawdę” (muz. Bogdan Gajkowski – sł. Andrzej Mogielnicki)
4. „Obce dni” (muz. Aleksander Mrożek – sł. Andrzej Mogielnicki)
5. „Układy” (muz. Aleksander Mrożek – sł. Andrzej Mogielnicki)

### CD Tonpress 2004
Źródło:.
1. „Układy” (muz. Aleksander Mrożek – sł. Andrzej Mogielnicki) – 4:15
2. „Obejdzie się bez łez” (muz. Jan Borysewicz – sł. Andrzej Mogielnicki) – 4:05
3. „Mało siebie znam” (muz. Wojciech Trzciński – sł. Andrzej Mogielnicki) – 4:56
4. „Brylanty” (muz. Bogdan Gajkowski – sł. Andrzej Mogielnicki) – 3:35
5. „Karmazynowa noc” (muz. Wojciech Trzciński – sł. Andrzej Mogielnicki) – 3:49
6. „Daj Boże, daj” (muz. Wojciech Bruślik – sł. Andrzej Mogielnicki) – 3:21
7. „Nic naprawdę” (muz. Bogdan Gajkowski – sł. Andrzej Mogielnicki) – 4:39
8. „Obce dni” (muz. Aleksander Mrożek – sł. Andrzej Mogielnicki) – 3:32
9. „Układy” (muz. Aleksander Mrożek – sł. Andrzej Mogielnicki) – 1:11

bonusy
1. „Przyda się do kartoteki” (muz. Aleksander Mrożek, Kazimierz Cwynar – sł. Andrzej Mogielnicki) – 3:28
2. „Na bohaterów popyt minął” (muz. Aleksander Mrożek – sł. Andrzej Mogielnicki) – 4:21
3. „Pieśń o cegle” (muz. Aleksander Mrożek, Jacek Krzaklewski – sł. Andrzej Mogielnicki) – 2:59
4. „Czysty zysk” (muz. Aleksander Mrożek, Krzysztof Cwynar – sł. Andrzej Mogielnicki) – 3:58

## Twórcy
Źródło:.
- Izabela Trojanowska – śpiew
- Aleksander Mrożek – gitara
- Jan Borysewicz – gitara, śpiew
- Andrzej Dylewski – perkusja
- Bogdan Gajkowski – śpiew
- Wojciech Bruślik – gitara basowa
- Janusz Grzywacz – instrumenty klawiszowe
- Kazimierz Cwynar – gitara basowa
- Jacek Krzaklewski – gitara